# 上海运动事业基金会
上海运动事业基金会（英語：Shanghai Recreation Fund），亦称万国体育会（International Recreation Club），由在上海的外国侨民于1860年代创建，旨在促进上海租界内外侨的体育与休闲活动，与上海跑马总会关系密切。该基金会是上海早期体育史上的重要机构，也是上海历史上第一项文化基金。

## 历史
1860年（咸丰十年），四位旅沪外国商人联合发起公开募股，包括麟瑞洋行（Lindsay & Co.）大班安卓布、怡和洋行大班惠托尔、琼记洋行大班希尔德和宝顺洋行大班典题（Henry W. Dent）。他们成功筹集了138股，共计6900美元（合白银5300余两），并以4421两白银购入了上海第二跑马厅（新公园）内的34.5亩土地，主要用于建立以板球为主的西侨体育会。
1862年（同治元年），大批民众因太平军进犯而涌入租界避难，地价随之飙升，体育会决定以49000余两白银出售该地产，获得了可观利润。在收回原本投资后，盈余被用于设立上海运动事业基金会。1863年（同治二年），基金会以12500两白银购买了第三跑马厅内的430亩土地，建立西侨公共体育场。同时，基金会还借款给外国社群成立上海总会、板球总会、棒球总会、划船总会等组织。除体育团体外，上海运动事业基金会还资助建立了公家花园、兰心大戏院、皇家亚洲文会北中国支会上海博物院、虹口公园等文化娱乐设施。
1869年（同治八年），上海总会由于无法偿还上海运动事业基金会的借款，将上海总会大楼出售给基金会。1894年（光绪二年）后，基金由上海公共租界工部局代管。由于经营不善等原因，1931年（民国二十年）工部局将基金管理权交回给基金董事会。
1910年（宣统二年），基金会成为了江湾跑马厅的最大股东。基金会对外称“万国体育会”，而江湾跑马厅也被称为“万国体育场”。抗日战争期间，江湾跑马厅被出售给日商上海恒产株式会社。1938年（民国二十七年）5月，基金会因无法偿还债务，经股东大会决议，所有财产转让给上海跑马总会。此后基金会名存实亡，而跑马总会仍以万国体育会的名义进行活动。